# هاتیک آزیزیان
هاتیک گغامی آزیزیان (ارمنی: Հատիկ Գեղամի Ազիզյան؛   زادهٔ ۶ ژانویهٔ ۱۸۹۹ - درگذشته ۱۶ مهٔ ۱۹۷۷) تاریخ‌نگار، روزنامه‌نگار، سیاستمدار اهل ارمنستان بود.

## زندگی‌نامه
وی در ۶ ژانویهٔ ۱۸۹۹ در ایروان به دنیا آمد و از انستیتو پروفسوران سرخ مسکو (۱۹۳۰) فارغ‌التحصیل گشت. همچنین برندهٔ جوایزی همچون نشان پرچم سرخ کار و نشان پرچم سرخ شده‌است. وی در ۱۶ مهٔ ۱۹۷۷ در سن ۷۸ سالگی در مسکو درگذشت.